# کاپلینیا
کاپلینیا (به پرتغالی: Capelinha) یک منطقهٔ مسکونی در برزیل است که در میناز ژرایس واقع شده‌است. کاپلینیا ۹۶۵٫۹۰۱ کیلومتر مربع مساحت و ۳۸٬۰۵۷ نفر جمعیت دارد و ۹۰۰ متر بالاتر از سطح دریا واقع شده‌است.